# Estadio Municipal Javier Muñoz Delgado
El estadio municipal Javier Muñoz Delgado (o simplemente estadio municipal de San Felipe) está ubicado en la ciudad de San Felipe y es el recinto deportivo donde hace de local Unión San Felipe, club de Primera B.

## Historia
Desde su inicio como participante de la División de Ascenso en 1958, Unión San Felipe contó con el Estadio Municipal de la avenida Maipú, el que fue adquirido por la Ilustre Municipalidad al Obispado.
Anteriormente y por muchos años fue solo una cancha de tierra con dos tribunas de barro y una central de cemento. Los camarines eran unas viejas dependencias de estructura colonial que estaban ubicadas en la cabecera norte del campo. Por el costado oriente de la cancha, detrás de unos álamos, corría una ancha acequia que servía para el baño de los jugadores después de los juegos.
Ese campo, conocido como Unión Católica, era el escenario de las competencias oficiales de la Asociación de Fútbol Amateur de San Felipe. En esta cancha fueron memorables los clásicos del Arturo Prat con el Pentzke y el atlético Yungay.
También allí se presentaron equipos profesionales como Colo-Colo, Magallanes, Green Cross y más de una vez el Santiago Wanderers, Everton y algunos equipos argentinos de provincia.
La municipalidad, cuyo alcalde era el abogado Pablo Casas Auger, también director del club recién fusionado, sabedor de que las miras del nuevo club eran participar en el fútbol profesional chileno, no vaciló en comprar esta cancha y transformarla en un estadio con las mejores comodidades para las presentaciones futuras del club.
De los archivos de Unión San Felipe, de 1 de noviembre de 1957, firmando como presidente el Intendente de Aconcagua de ese entonces, Horacio Bórquez Ortiz, y como secretario Tomás Martínez Valdés, leemos lo siguiente: "Hemos finiquitado recientemente un acuerdo con la Ilustre Municipalidad de San Felipe, por el cual nos entrega el uso y goce de su moderno estadio por el término de diez años. Este campo deportivo que se está terminando tiene una capacidad de 12.000 personas. Ese estadio es una modernísima concepción arquitectónica, construido integralmente de concreto y fierro. Contará, además, con iluminación de acuerdo a los estudios entregados ya por Philips Chilena S.A. La cancha está empastada y cuenta con un sistema de drenaje que se puede calificar de perfecto, ya que hemos podido constatar que después de cuatro días de lluvia la cancha estaba en condiciones de jugar a no más de seis horas de terminarse ésta. Como complemento a la cancha existe una reja olímpica que se garantiza el normal desarrollo de cualquier espectáculo. Existe, además, el denominado Estadio Fiscal, que se está acondicionando con aposentadurías para 2000 personas, lo que permitirá no perturbar los encuentros amateurs, que generalmente se llevan a cabo en la misma fecha del fútbol profesional".
Gracias a la participación de Unión San Felipe en la Copa Libertadores de América de 1972, el Estadio Municipal fue sometido a importantes reparaciones y ampliaciones financiadas con los recursos de retorno que tuvo el club.
En los siguientes años el campo de juego se deterioró. Esto movió a los dirigentes a gestionar recursos ante la Central de fútbol, por lo que Unión San Felipe, en el torneo Polla Gol 1981, hizo de local en el Estadio Municipal de Llaillay y en el Estadio Fiscal de San Felipe.
El Estadio Municipal, cedido en comodato por diez años por la Municipalidad, fue cerrado en 2005 debido al mal estado de su cancha, reabriendo sus puertas oficialmente con Linares, y en la quinta fecha, con Santiago Wanderers de Valparaíso, se recibió la visita de dirigentes de la central de fútbol, encabezados por su presidente, Abel Alonso.

## El estadio en la actualidad
El Estadio Municipal de San Felipe tiene una capacidad autorizada para partidos de alta convocatoria de 10 000 espectadores. Esto impidió que Unión San Felipe pudiera hacer de local durante su participación en la Copa Sudamericana 2010, debiéndose trasladar al Estadio Santa Laura-Universidad SEK. Además de encuentros de fútbol, es utilizado durante el mes de febrero para la realización del Festival de la Canción Palmenia Pizarro.
El pasto del recinto siempre ha sido un dolor de cabeza en el recinto. Frecuentemente en época invernal sufre las inclemencias del frío y la lluvia y presenta un mal estado, que es criticado constantemente por los medios de prensa nacional y los clubes visitantes. Actualmente, el césped del recinto presenta un muy buen estado apto para la realización de partidos de fútbol profesional. Otros problemas que presenta el recinto es el mal estado de las gradas del recinto, que son de madera y con el paso de los años han debido ser reparadas de manera continua.
En el aspecto de infraestructura, debido al ascenso de Unión San Felipe a Primera División el año 2000, se hicieron una serie de reparaciones a la reja de separación entre la cancha y el público, además de aumentar la capacidad lumínica del recinto para partidos televisados en horario nocturno. Actualmente, se encuentra en construcción bajo la tribuna Block J del recinto un nuevo edificio que albergará los nuevos camarines, salón de prensa, salón vip y nuevas casetas para transmisiones radiales y televisivas.
El 11 de enero de 2012 un incendio afectó al recinto, el cual destruyó la totalidad de las butacas de la tribuna Marquesina y además 4 casetas de transmisión.
Desde el año 2021, el estadio cuenta con un marcador electrónico fabricado por la empresa estadounidense Nevco, el cual tuvo un costo de 12 millones de pesos. El tablero fue estrenado en la Final de la Liguilla de Ascenso 2020, donde el conjunto local enfrentó a Deportes Melipilla.